# Vosseveld (buurtschap)
Vosseveld is een niet-officiële buurtschap in de gemeente Winterswijk gelegen in de Gelderse Achterhoek, in Nederland. De buurtschap wordt wel aangegeven met officiële borden met die naam. Men houdt er zijn eigen volksfeest, zoals ook gebruikelijk in de andere buurtschappen van Winterswijk. Vosseveld kende ook een eigen voetbalclub, de VV Vosseveld. De buurtschap maakte vroeger deel uit van de niet meer bestaande buurtschap Oostdorp Buurt.
Aan de rand van de buurtschap ligt de Steengroeve Winterswijk. Hier wordt door de firma Sibelco in dagbouw kalksteen gewonnen. Tijdens de vakantieperiode wordt de laatste jaren in de steengroeve een tijdelijk theater ingericht: het Steengroevetheater. Onder in de 30 meter diepe groeve verrijst dan een festivalterrein met een podium, tribunes, horecagelegenheden en tenten.

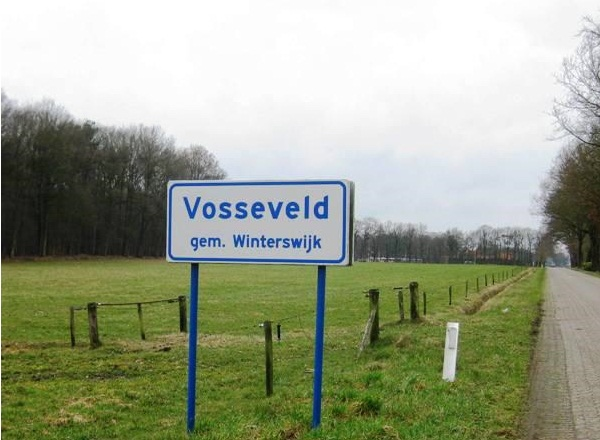
wel een plaatsnaambord, toch geen officiële buurtschap

Hoofdplaats: Winterswijk      Dorp: Meddo

Buurtschappen: Brinkheurne · Corle · Henxel · Huppel · Kotten · Miste · Ratum · Woold

Voormalige buurtschappen: Oostdorp Buurt · Westdorp Buurt

Niet-officiële buurtschap: Vosseveld

Gelderland: Steden en dorpen in Gelderland      Nederland: Provincies · Gemeenten